# Ковшовый элеватор
Ковшовый элеватор — вертикальный ленточный (или цепной) конвейер с ковшами, за счёт непрерывного перемещения которых осуществляется подъём материала. Как правило, конвейер помещают в прямоугольной трубе.
Материал в нижней части подхватывается ковшами, перемещается вертикально и выгружается через патрубок в горизонтальном направлении в верхней части нории. Ковши идут вниз опрокинутыми.
Максимальная высота подъёма материала, как правило, не превышает 60 м.
Применяется в комбикормовой, мукомольной и химической промышленности. Существует также и наклонный элеватор — транспортирующее оборудование, предназначенное для транспортирования углей и продуктов их обогащения под углом наклона к горизонту 60—82°, влажностью до 25 %, а также для транспортирования других сыпучих материалов с аналогичными свойствами.
Ковшовый элеватор представляет собой замкнутое полотно с тяговым органом, огибающим приводной и натяжной барабаны (звёздочки), и прикреплёнными к нему ковшами. Несущей и ограждающей частью элеватора является сварной стальной кожух с загрузочным и разгрузочным патрубками. Привод имеет электродвигатель, редуктор, муфты и останов, предотвращающий обратное движение полотна. На элеваторе применяется винтовое или грузовое натяжное устройство. Скорость движения полотна тихоходных элеваторов до 1 м/сек, быстроходных до 4 м/сек. Подача ковшовых элеваторов 5—500 м³/ч, высота подъёма Н не превышает 60 м. Основными параметрами ковшовых элеваторов являются ширина ВК, высота h, вылет А, полезная (до кромки передней стенки) вместимость ковша и расстояние (шаг) между ковшами ak. Быстроходные элеваторы имеют расставленные глубокие и мелкие ковши, для которых ak = (2,5—3) h, a в качестве тягового органа — конвейерную резинотканевую ленту или короткозвенную цепь. На тихоходных элеваторах применяются сомкнутые (ak = h) с бортовыми направляющими остроугольные и со скруглённым днищем ковши, прикреплённые боковыми стенками к двум тяговым цепям.

## Галерея
|  |  |